# Ana Cristina Botero
Ana Cristina Botero Cadavid (nascida em Medellín em 1968) é uma atriz colombiana, atuante principalmente no mundo da televisão, mas também com a participação em algumas peças e filmes colombianos.

## Carreira
Ana Cristina é filha do ator, libretista e diretor Jaime Botero Gómez, sobrinha da atriz Dora Cadavid  e irmã dos atores Óscar e María Cecilia Botero. Estreou-se na televisão ainda muito jovem na novela Lejos del nido, estrelada por sua irmã María Cecilia e dirigida por seu pai Jaime. Depois de permanecer muito ativa no teatro, voltou à televisão em 1987 para integrar o elenco da novela Destinos Cruzados, produção novamente protagonizada pela irmã. Dois anos depois, apareceu na série Los dueños del poder, dividindo o elenco com Luis Eduardo Arango, Víctor Mallarino e sua irmã María Cecilia.
Começou a década de 1990 integrando o elenco da bem-sucedida telenovela La casa de las dos palmas, de Manuel Mejía Vallejo, estrelada por Gustavo Angarita, Vicky Hernández e Edmundo Troya. No mesmo ano ele atuou na série Por qué mataron a Betty si era tan buena muchacha? Desde 1992 ela fazia parte do elenco regular da série de humor Vuelo Secreto, interpretando Silvia. No novo milênio, ele fez aparições nas séries El precio del silencio (2002) e A.M.A. La Academia (2003) antes de se mudar para o Chile com o marido. Ana Cristina tem um filho, chamado Santiago Barón Botero, que tem muito orgulho da carreira artística de sua mãe, sua tia, María Cecilia, e seu avô, Jaime.

## Filmografia

### Televisão
Botero participou dos seguintes programas e séries de televisão:
- 2017 - Infieles - Último episodio: Radio taxi (Infidels - Último episódio: Rádio táxi)
- 2012-2016 - Mujeres al límite: Varios personajes (Mulheres no limite - Vários personagens)
- 2009 - Hilos de amor (Fios de amor)
- 2003 - A.M.A. La Academia (A.M.A. A Academia)
- 2002 - El precio del silencio - Mireya Botero (O preço do silêncio - Mireya Botero)
- 1992 - La 40, la calle del amor (O 40, a rua do amor)
- 1992 - Vuelo secreto (Vôo secreto)
- 1991 - La casa de las dos palmas - Laura Gómez (A casa das duas palmeiras - Laura Gómez)
- 1990 - Herencia maldita (Herança amaldiçoada)
- 1990 - ¿Por qué mataron a Betty si era tan buena muchacha? (Por que Betty foi morta se ela era uma garota tão boa?)
- 1989 - Los dueños del poder (Os donos do poder)
- 1987 - Alma Fuerte (Alma Forte)
- 1987 - Destino (Destino)
- 1987 - Destinos cruzados (Destinos cruzados)
- 1986 - Huracán (Furacão)
- 1984 - Las estrellas de las Baum (As estrelas do Baum)
- 1978 - Lejos del nido (Longe do ninho)

## Filmes
Ela também apareceu nos seguintes filmes:
- 2020 - No andaba muerto, estaba de parranda - Lucy (Ele não estava morto, ele estava festejando - Lucy)
- 2019 - Feo pero sabroso - Canosa de la calva (Feio mas gostoso - Canosa de la calva)

## Teatro
Mais recentemente, participou das seguintes peças:
- 2021 - Caliente Caliente 2 (Quente Quente 2)
- 2019 - Caliente Caliente (Quente Quente)